# 藤岡バイパス
藤岡バイパス（ふじおかバイパス）は、群馬県藤岡市大字小林から同市上大塚に至る国道254号のバイパス道路である。

## 基本データ
- 起点：群馬県藤岡市大字小林（小林交差点）
- 終点：群馬県藤岡市大字上大塚（上大塚西交差点）
- 全長：3,380m
- 開通：1986年

## 概要
（東京方面から）藤武橋を渡り、小林交差点を左折すると国道254号であるが、以前はその道を直進し、市街地を通過していた。そのため、交通渋滞が問題となっていて、県施行によりバイパス事業を開始した。なお、現道は市街地を少し南に迂回したようなかたちになっている。
沿線は、西上州やまびこ街道と呼ばれる。
旧道はそれぞれ市道や県道になっている。

## 通過自治体
- 群馬県
  - 藤岡市

## 歴史
- 1981年3月：第一期工事完成
- 1986年3月：全線供用開始

## 交差する主な道路
- 群馬県道23号藤岡本庄線（小林交差点）長浜交差点からここまで重複。以後分離。
- 群馬県道13号前橋長瀞線（本郷交差点）
- 群馬県道40号藤岡大胡線（本郷交差点）
- 群馬県道175号上日野藤岡線（上大塚東交差点）
- 群馬県道13号前橋長瀞線（上大塚交差点）本郷交差点からここまで重複。以後分離。

## 接続するバイパスの位置関係
（東京方面）児玉バイパス - 藤岡バイパス - （現道） - 甘楽吉井バイパス（松本方面）